# Wegwielrennen op de Paralympische Zomerspelen 2020 - Wegwedstrijd mannen H3
De wegwedstrijd mannen H3 Bij het wegwielrennen tijdens de XVIe Paralympische Zomerspelen, vond plaats op de Fuji Speedway een racecircuit in de Japanse prefectuur Shizuoka.

## Uitslag
| #      | renner                      | renner | tijd    | tijd   |
| ------ | --------------------------- | ------ | ------- | ------ |
| Goud   | Ruslan Kuznetsov            | RPC    | 2:34:35 |        |
| Zilver | Heinz Frei                  | SUI    | 2:34:35 | +0:00  |
| Brons  | Walter Ablinger             | AUT    | 2:35:06 | +0:31  |
| 4      | Ryan Pinney                 | USA    | 2:39:59 | +5:24  |
| 5      | Jean-François Deberg        | BEL    | 2:41:33 | +6:58  |
| 6      | Rafał Szumiec               | POL    | 2:44:32 | +9:57  |
| 7      | Riadh Tarsim                | FRA    | 2:48:04 | +13:29 |
| 8      | Joey Desjardins             | CAN    | z.t.    | z.t.   |
| 9      | Anej Doplihar               | SLO    | z.t.    | z.t.   |
| 10     | Charles Moreau              | CAN    | 2:59:47 | +25:12 |
| 11     | Alex Hyndman                | CAN    | 3:00:50 | +26:15 |
| 12     | Tomáš Mošnička              | CZE    | 3:04:08 | +29:33 |
|        | Vico Merklein               | GER    | DNF     | DNF    |
|        | Luis Miguel García-Marquina | ESP    | DNF     | DNF    |
|        | Israel Rider                | ESP    | DNF     | DNF    |
|        | Paolo Cecchetto             | ITA    | DNF     | DNF    |